# Yunnanilus cruciatus
Yunnanilus cruciatus е вид лъчеперка от семейство Nemacheilidae. Видът не е застрашен от изчезване.

## Разпространение
Разпространен е във Виетнам.

## Описание
На дължина достигат до 3,4 cm.